# 高齢者所在不明問題
高齢者所在不明問題（こうれいしゃしょざいふめいもんだい）とは、2010年（平成22年）以降の日本において、多数の高齢者が公的記録上（戸籍上）では存在しているが、実際には生死または実居住地などの確認が取れなくなっていることが発覚した社会問題。
なお、この項における「所在不明」とは、認知症等が原因の一時的な失踪や徘徊を指すものではなく、永続的な失踪かつ、親族等による失踪届や、失踪後の死亡宣告等の、書類上の処理がなされていない特殊な状況によるものである。
一時的な失踪や徘徊に関しては、他の項を参考にされたい。

## 概要
2010年（平成22年）7月29日に、東京都足立区に住む1899年（明治32年）生まれの「111歳男性（報道当時）」が白骨化した状態で発見されたことを契機として、高齢者が戸籍や住民票などの公的記録上は存在しているが、実際には生死または実居住地などの確認が取れなくなっている例が多数存在していることが明らかになった。住民登録が抹消されていない事例については、年金給付の不正受給（詐欺罪）や死体遺棄（保護責任者遺棄致死罪、死体遺棄罪の公訴時効はそれぞれ5年と3年）など複数の問題が発覚している。
2010年8月27日に発表された厚生労働省のサンプル調査によると、85歳以上の年金受給者のうち3%に不正受給の疑いがあることがわかった。
一方、平均寿命や80歳以上の高齢者といった統計資料は、国勢調査に基づいて推計されており、また、男性98歳以上、女性103歳以上のデータについても、サンプル数が少ないため曖昧さが拭えずに除外されていることから、虚偽の記載があったとしても影響は少ないとされている。
ギネス世界記録が認定している世界最長寿の人物であるジャンヌ・カルマンの年齢（122歳164日）を大幅に上回る、極端な高齢者（130歳 - 200歳以上）の案件についてはマスコミの過剰報道ではないかという意見がある。200歳ともなればその出生は江戸時代であるため、明治時代以降の戸籍法に基づく戸籍制度は無論存在していない。また江戸時代には寺請制度によって、事実上戸籍や住民票同様の管理がなされていたとしても、明治政府が宗門人別改帳を基にして壬申戸籍を整備したわけではなく、制度の目的や調査主体も異なる。また、後の戦火や経年経過などにより資料が消失していると考えられるためである、このような事件は大正期以降にたびたび報告されており、彼らの存在は認知されながらも放置されていた可能性もあるといえる。このような指摘がなされてから間もなく、本件に関する報道は急速に沈下していった。

## 呼称
厚生労働省では2010年8月5日以降、「高齢者所在不明」「高齢者所在不明問題」という呼称を使用しているが、「行方不明高齢者」とされることもある。
マスコミの間でも「高齢者の所在不明問題」「高齢者所在不明問題」「所在不明高齢者」といった呼称などが使われている。
新語・流行語大賞においても、2010年（平成22年度）の大賞候補に「名ばかり高齢者」が選出されている。
またインターネット上では、東京都青少年の健全な育成に関する条例改正案に出てきた「非実在青少年」という言葉になぞらえて、「非実在高齢者」あるいは「非実在老人」という言葉が用いられることもある。ただし、非実在青少年は実在したことさえない青少年だが、非実在高齢者はかつて実在(生存)したことのある高齢者である点が異なる。

## 経緯

### 2010年までの事例
2005年（平成17年）3月7日、兵庫県伊丹市に住む1898年（明治31年）生まれの「107歳男性」がミイラ化し布団に寝かされたままの状態で発見された。この男性は兵庫県内男性最高齢者で、年約40万円の年金が支給されていた。この事件は、後述の東京都内男性最高齢者の件とかなり酷似しているが、関西地方で「兵庫県内の長寿男性が死亡していた」と話題になっただけで、全国的な問題とはならなかった。

### 足立区での事例
2010年（平成22年）7月29日、当時東京都内男性最高齢者であり、東京都足立区に住民票があった1899年（明治32年）生まれの「111歳男性」が自宅室内で白骨化した状態で発見され、司法解剖の結果30年以上前に死亡していることが明らかになった。部屋の中からは1978年（昭和53年）付けの新聞も見つかっていることから32年前に死亡したと見られている。家族によれば、男性はほぼ同時期に「即身成仏するから絶対に入るな」と部屋に閉じこもったという。この地区を担当する民生委員が、同年1月に、男性と一度も面会できないことを足立区に相談したことがきっかけとなって発覚した。
この男性の遺族共済年金が家族に支給されており、8月27日に長女と孫が詐欺容疑（年金の不正受給）で逮捕された。この事件の報道後、同じように住民票や戸籍簿にのみ存在する高齢者に関する記事が増えた。日本の法制では、年金給付や選挙権など公民権に関する個人情報、あるいは人口統計などは住民登録をもとに実施されており、戸籍簿のみの不実記載案件については年金の不正受給問題のような側面から焦点を当てたものではない。

### その他の事例
2010年
- 8月2日 - 足立区の事例を受けて高齢者の所在確認作業を行っていた東京都杉並区が、当時東京都内女性最高齢者であった1897年（明治30年）生まれの113歳女性の所在が確認できていない、と発表した[17]。杉並区の担当者は女性とは一度も面会できていなかった。この女性の住民票があった杉並区のアパートには長女が暮らしていたが、長女は杉並区では女性と同居したことは無かったという。女性には長女の他長男と次女がいたものの、警察の調査に対し両名とも「母とは音信不通」と答えている。女性と長女・長男は1975年（昭和50年）頃まで千葉県市川市のアパートで同居していたが、長女が就職を契機に市川市のアパートを離れ別居した後、相互に疎遠となった。女性は1977年（昭和52年）、長女の職場を訪問し、長女と面会しているが、それが最後となり、以後30年以上音信不通となっている。女性と長男は1978年（昭和53年）に市川市のアパートを退去したものと見られるという。以降女性の行方が分からなくなっている。なお長男の行方は判明しており、警察に対し長男は「母は昭和50年代に出て行った」と話したという。長女は1998年（平成10年）から杉並区のアパートに居住していたが、女性の住民票が杉並区の長女のアパートに移された経緯は明らかになっていない。ただ税金、介護保険料、後期高齢者医療保険料等については長女が納入し続けていた。女性の夫は東京都職員であったが、1960年（昭和35年）に死去。その遺族扶助料（遺族年金）が女性の口座に振り込まれ続けていたほか、老齢福祉年金も支給されていた。年金等の行方については判然としない面があるものの、長女はこれらの金については受け取っていなかった模様という。女性が介護保険や後期高齢者医療制度などを利用した形跡もなく、問題発覚以降も女性の所在は分からずに終わった。以後も安否不明のままとなっているが、長寿者名簿等からは削除された。この113歳女性の問題については2010年9月5日、NHKスペシャル「消えた高齢者 "無縁社会"の闇」において「家族がいたにもかかわらず意図せずして高齢者が行方不明となった事例」として放送され、長女がNHKの取材に応じている。
  - この結果、2010年当時の東京都内男性最高齢者・女性最高齢者はともに自治体が所在を確認できていない状態であったことが明らかとなった。
  - NHKスペシャル「消えた高齢者 "無縁社会"の闇」の調査によると、全国の所在不明高齢者のうち半数以上が2010年当時の東京都内男性最高齢者・女性最高齢者同様、住民登録上は家族とともに生活していることになっており、身寄りのない独居老人が孤独死していた等の事例よりも多いという。
- 8月6日 - 大阪府東大阪市で国内最高齢の113歳（当時）の長谷川チヨノを上回る119歳女性と115歳男性が住民登録されていることが判明。
- 8月26日 - 長崎県壱岐市で200歳男性の戸籍が発見される（国定忠治らと同年齢にあたる。この時点で最高齢）。
- 8月27日
  - 警視庁は、一連の問題の発端となった足立区の111歳男性遺棄事件で、111歳男性の長女と孫を、詐欺罪の疑いで逮捕した[18]。
  - 長妻昭厚生労働大臣は所在確認の出来ない年金受給者は2011年2月までに支給を差し止めると発表した[19]。
  - 厚生労働省が無作為に抽出した85歳以上の年金受給者840人の所在確認のサンプル調査を行ったところ不正受給の可能性がある人物は23人に上った[20]。
- 8月28日 - 前日の厚生労働省のサンプル調査において、大阪府で年金受給者の親族が日本年金機構の訪問調査を妨害していたことがわかった。この男性は既に死亡していることがわかっており、厚生年金の総額は2500万円近くにのぼるという。
- 9月1日、大阪府和泉市の民家のたんすから死後約6年が経過した生存していれば91歳となる男性の遺体が見つかった。同居していた長女は父親の年金を引き出し生活していたとしており、大阪府警は詐欺容疑での立件を視野に捜査している[21]。
- 9月9日 - 神戸市において、同市の既に死亡した元職員の長男が、遺族共済年金を受給していた母親（元職員の妻）が死亡した後も、生存しているように装い、共済年金約1,363万円を不正受給していたことが判明し、同市職員共済組合がこの長男を、詐欺と有印私文書偽造・同行使の疑いで兵庫県警に告訴した[22]。
- 9月14日 - 神戸市はこれまで調査を行わなかった99歳以下の所在についても調査を開始。88歳までの約2万人を調査した[23]。
- 10月20日、滋賀県は回答があった11市町のうち、大津市で28人、甲賀市で5人、東近江市で1人、日野町で1人の計35人の75歳以上の高齢者の所在が確認できなかったと発表した[要出典]。
- 10月21日、千葉県市川市は後期高齢者医療制度の健康保険証を郵送したが、郵便物が市川市役所に戻ってきた75歳以上の120人のうち、所在の確認できなかった、20人の住民票の抹消手続きを始めると発表した。残り100人については本人や家族と連絡をとることができたとされる[要出典]。
- 神戸地方法務局のまとめによると、11月4日までに兵庫県内では100歳以上の11,016人が戸籍上でだけ生存していることが確認され、このうち41%を占める削除手続きの簡素な120歳以上4,472人の部分から、削除を進めている[24]。100歳以上分が完了するには数年かかる見通し。
- 11月5日、兵庫県神戸市は、住民登録されている88歳から99歳の高齢者のうち後期高齢者医療制度や介護保険を利用していない547人を対象に調査を行い、18人は市外の本籍地で死亡届が受理され既に死亡しており、132人が所在不明になっていたと発表、計150人の住民票を削除した[要出典]。阪神・淡路大震災後に無届けで転出したケースも多いとみられる。当初神戸市で所在不明高齢者が多かった理由として、『文藝春秋』には「他の市町村の中には、登録ミスを抹消してから発表したところがあり、神戸市と大阪市は正直にそのまま数字を出したので多くなったのではないか。」との市の担当者の言葉を掲載し、マスコミからは「発表の仕方が下手だ」と指摘されたとしている[25]。

2011年
- 8月5日、厚生労働省が後期高齢者医療制度を1年間利用していない76歳以上の年金受給者に、2010年11月に現況届を送付した結果について報告した[26]。送付対象者341,312人のうち331,213人から現況届の提出があり、年金受給者本人が既に死亡しているとの回答があったのは2,239人でこの内2,171人は通常の年金失権処理や支払い差止処理が行われており、受給者本人の消息がわからないと回答があったのは577人であった。未提出者7,000人、未送達者3,099人のうち市町村からの健在情報がない者（5,232人）について2011年4月から7月に日本年金機構が訪問調査を実施し、健在かどうかの確認を行った。これら、死亡していたり消息不明回答事例及び現況申告書未提出・未送達等事例については順次年金を差し止めており、4月・6月の定期支払いで137人、8月定期支払い220人について年金の差止めを行った。
- 年金の過払いが判明した場合は、遺族に対し年金の返還を求めており、これに関連して北海道釧路市で2001年12月頃死亡した女性に、2010年6月まで年金が支払われていた事例が報道された。なお、同居していた娘も病死したとみられる遺体で発見され、会計法上消滅時効にならない、5年分の返還を親族に求める方針が示された。

2012年
- 9月4日、岐阜県土岐市の民家から一部白骨化した死後2年程度経過していたと見られる99歳女性と死後1年程度経過していたと見られる75歳男性の死体が発見され、男性の妻と長女が死体遺棄容疑で逮捕された。妻は年金を打ち切られるのが嫌で死体遺棄を行ったと供述していると報道された[27]。

## 対策
死亡届が提出されなくても、
- 100歳以上である
- 子供が居ない
- 住所地が無い

という3条件がそろえば、本籍のある自治体が法務省の許可を得て戸籍を削除することができる。2010年9月、法務省は「120歳以上で附票に住所の記載がない戸籍は、生死や所在を調べなくても法務局の許可を得て戸籍を削除できる」としているが、「100歳から119歳までは従来通り自治体による調査が必要」との見解を表明した。
内閣府の行政刷新会議は、所在不明高齢者対策を2010年10月27日から30日まで予定されている事業仕分け第3弾前半日程の対象に含めた。
大阪府池田市では、市内の65歳以上の高齢者のうち、介護保険や後期高齢者医療制度などの利用実績が1年間ない人を対象にした安否確認制度を2010年12月の市議会に提案する予定。
2010年10月29日、この問題に関連して厚生労働省は「民生委員に対する個人情報の提供状況等について」とする全国136都市を対象としたサンプル調査の結果を発表した。要援助者に相談助言などを行う民生委員に対し、何らかの個人情報を提供している市町村は85.3%であり、そのうち、高齢者単身世帯であるとの情報を提供している市町村は62.1%、民生委員が必要とする情報とされる「要介護度区分、障害度区分」「健康状態」「生活保護状況、経済状況」などの個人情報まで提供している市町村は3割程度であることがわかった。
市町村が提供していない理由としては、複数回答で「条例で禁止している」65%、「従来から提供していない」35%、「漏洩の恐れがある」30%、「住民の苦情が予想される」20%などとなっている。厚生労働省は、これら個人情報の提供に慎重な自治体の問題意識に対応して、事例集の提供や個人情報の管理方法などに関する研修の強化などを行うように通達した。
2011年8月5日、厚生労働省は後期高齢者医療制度を過去1年間利用したことがない76歳以上の年金受給者を対象に、2010年11月に現況申告書を送付したところ、「所在不明・もしくは本人と連絡が取れない」と回答した者が577人いたことがわかった。

## 記録

### 最高齢
日本の戸籍の記録上死亡していないことになっていた例。
|      | 年齢  | 生年   | 性別 | 都県     | 市区町     | 脚注   |
| ---- | ----- | ------ | ---- | -------- | ---------- | ------ |
| 1位  | 200歳 | 1810年 | 男性 | 長崎県   | 壱岐市     | [ 31 ] |
| 2位  | 189歳 | 1821年 | 男性 | 愛媛県   | 宇和島市   |        |
| 3位  | 186歳 | 1824年 | 男性 | 山口県   | 防府市     | [ 32 ] |
| 4位  | 184歳 | 1826年 | 女性 | 青森県   | 青森市     | [ 31 ] |
| 5位  | 183歳 | 1826年 | 男性 | 岡山県   | 浅口市     | [ 33 ] |
| 6位  | 182歳 | 1828年 | 男性 | 滋賀県   | 甲賀市     | [ 34 ] |
| 7位  | 177歳 | 1832年 | 男性 | 東京都   | 中央区     |        |
| 8位  | 173歳 | 1837年 | 女性 | 山形県   | 酒田市     | [ 35 ] |
| 8位  | 173歳 | 1837年 | 女性 | 広島県   | 大崎上島町 |        |
| 10位 | 170歳 | 1840年 | 男性 | 秋田県   | 能代市     |        |
| 10位 | 170歳 | 1840年 | 男性 | 神奈川県 | 横浜市     | [ 36 ] |
| 10位 | 170歳 | 1840年 | 男性 | 兵庫県   | 姫路市     | [ 37 ] |

### 戦前
| 調査年                      | 情報源                                                           | 90歳以上 | 100歳以上 | 110歳以上 | 最高齢 | 最高齢生年         |
| --------------------------- | ---------------------------------------------------------------- | -------- | --------- | --------- | ------ | ------------------ |
| 1894年 （明治27年）         | 第10回 大日本帝国 内務省統計報告                                 | 17,350   | 178       | 1         | 110    | 天明4年（1784年）  |
| 1895年 （明治28年）         | 第11回 大日本帝国 内務省統計報告                                 | 20,424   | 199       | 1         | 110    | 天明5年（1785年）  |
| 1896年 （明治29年）         | 第12回 大日本帝国 内務省統計報告                                 | 22,588   | 216       | 1         | 111    | 天明5年（1785年）  |
| 1897年 （明治30年）         | 第13回 大日本帝国 内務省統計報告                                 | 24,886   | 257       | 1         | 110    | 天明7年（1787年）  |
| 1903年 （明治36年）         | 第24回 日本帝国統計年鑑                                          | 25,142   | 830       | 34        | 118    | 天明5年（1785年）  |
| 1908年 （明治41年）         | 第33回 日本帝国統計年鑑                                          | 35,085   | 3,840     | 57        | 123    | 天明5年（1785年）  |
| 1913年 （大正2年）          | 第34回 日本帝国統計年鑑                                          | 56,781   | 8,910     | 239       | 127    | 天明7年（1787年）  |
| 1915年 （大正4年）          | 公文類聚・第三十九編・ 大正四年・第一巻五・ 皇室門五・即位大礼五 | 19,007   | 1,090     | -         | -      | -                  |
| 1918年 （大正7年）          | 第45回 日本帝国統計年鑑                                          | 71,000   | 13,735    | 1,885     | 133    | 天明5年（1785年）  |
| 1925年 （大正14年） 5月10日 | 大正天皇皇后 御成婚25周年 祝儀下賜人数                           | 20,482   | -         | -         | -      | -                  |
| 1925年 （大正14年） 10月1日 | 第2回国勢調査                                                    | 14,457   | 187       | 11        | 113    | 1812年（文化9年）  |
| 1930年 （昭和5年） 10月1日  | 第3回国勢調査                                                    | 14,201   | 105       | 9         | 115    | 1815年（文化12年） |
| 1935年 （昭和10年） 10月1日 | 第4回国勢調査                                                    | 16,406   | 228       | 8         | 120    | 1815年（文化12年） |

## 類似事例

### 中世日本
中世の日本では、60歳以上は年貢が免除されることから、税金逃れとして戸籍には高齢者として虚偽の記載を行った事例がある。

### 他国
ギリシャでも110歳以上の高齢者のうち321人以上が死亡しており、彼らに年間1億ユーロ（約107億円）の年金が支給されたことが報道された。
欧米では出生、結婚、死亡を別々に管理するのが一般的で、また出生、死亡を病院などの第三者が役所に連絡するため、「記録上だけ生存」は問題にならない。
イタリアでも受給対象者の死亡後に遺族が不正に年金を受け取っていることがわかった。

## その後の状況
相続に際し、法定相続人の中に所在不明者がいる問題が発生する場合があるが、その中に国内最高齢を大きく超えているような人がいる事例が増えている。存命の可能性が低い所在不明者の家族・親族らから、家庭裁判所に失踪宣告の申し立てが行われるが、人の生死にかかわる問題であるため、極めて慎重な法的取扱いと行政手続きが必要であるとされる。一方、失踪宣告の手続きや調査に時間がかかるため、他の法定相続人らが被る不利益や負担も大きいという。『読売新聞』の調べによると、官報に掲載された2021年度中の失踪宣告申し立て対象者のうち、生存していれば120歳以上になる人が50人おり、最高齢は149歳の男性であったという。